# Le Rohff Game
Albums de Rohff
P.D.R.G.
(2013) Surnaturel
(2018)
Singles
1. My Nigga My Rebeu
Sortie : 30 octobre 2015
2. Rohff Game
Sortie : 11 novembre 2015
3. La crème de la crème (feat. Lacrim)
Sortie : 13 novembre 2015
4. Bijou (feat. Awa Imani)
Sortie : 16 novembre 2015
5. Comme en 46
Sortie : 2 décembre 2015

Le Rohff Game est le huitième album studio du rappeur français Rohff sorti le 4 décembre 2015 sur les labels Foolek Empire et Millenium Barclay et distribué par Universal. En avril 2017, soit plus d'un an après sa sortie, l'album est certifié disque d'or.

## Genèse
En octobre, Rohff annonce que son ennemi Booba prévoit de sortir un projet à la même date que Le Rohff Game, le 4 décembre, information confirmée par Booba lui-même quelques semaines après. Le Rohff Game fera donc face à trois autres projets de rap le 4 décembre, à savoir l'album Nero Nemesis de Booba, mais aussi l'album My World de JUL et la réédition de l'album Feu de Nekfeu.

## Promotion
La promotion de l'album commence le 30 octobre avec la sortie du premier extrait intitulé My Nigga My Rebeu. Un morceau spécifiquement porté sur le manque d'entraide et de solidarité entre africains, plus globalement entre noirs et arabes dont la majorité de la population de banlieue est constituée. Moins de deux semaines après, le rappeur enchaîne avec le deuxième extrait qui est le morceau éponyme de l'album Rohff Game. Un morceau dans lequel le rappeur performe pendant plus de cinq minutes sans refrain. Le son fait beaucoup de buzz et obtient d'élogieuses critiques, restant même pendant 24 heures en Top Tendance. Deux jours après, il envoie en troisième extrait sa collaboration très attendu avec Lacrim sur le morceau La crème de la crème. Trois jours après, le 16 novembre, le quatrième extrait est dévoilé et s'intitule Bijou. Pour ce morceau, le rappeur s'associe avec la chanteuse Awa Imani. Le 2 décembre, il diffuse le clip du morceau Comme en 46 tourné dans l'Île de La Réunion. Il dévoile le quatrième clip le 17 décembre, celui du morceau Bijou.

## Clips vidéos
- My Nigga My Rebeu [Clip Officiel]
- Rohff Game [Clip Officiel]
- Comme en 46 [Clip Officiel]
- Bijou, (feat. Awa Imani) [Clip Officiel]

## Liste des titres
| No  | Titre                                    | Compositeur(s)       | Durée |
| --- | ---------------------------------------- | -------------------- | ----- |
| 1.  | Comme en 46                              | Koudjo               | 3:02  |
| 2.  | Rohff Game                               | Verbal Kint          | 5:25  |
| 3.  | La crème de la crème (feat. Lacrim)      | Tangerino            | 4:02  |
| 4.  | Vrai reconnait vrai                      | Tangerino            | 4:03  |
| 5.  | Star                                     | Triple N Beat        | 3:25  |
| 6.  | O Top                                    | Verbal Kint          | 3:50  |
| 7.  | Ils nous connaissent pas                 | Tangerino            | 3:58  |
| 8.  | Bijou (feat. Awa Imani)                  | Verbal Kint          | 4:09  |
| 9.  | Bitch n'a pas de cœur                    | Oster                | 3:51  |
| 10. | Trop gang (feat. L-Kaiss)                | PaperBoy             | 3:52  |
| 11. | Vitry-sur-Haine                          | C-Wash               | 5:02  |
| 12. | Les anciens                              | Triple N BeaT        | 3:37  |
| 13. | My Nigga My Rebeu                        | C-Wash               | 4:13  |
| 14. | Le coup du siecle (feat. La Hyene & A2L) | C-Wash               | 4:29  |
| 15. | L'appat du gain                          | Verbal Kint          | 4:32  |
| 16. | L'argent parle                           | Mr Punisher          | 3:53  |
| 17. | Ak 47 Monologue                          | C-Wash               | 5:57  |
| 18. | Street bourgeoisie                       | C-Wash               | 5:31  |
| 19. | La famille                               | Abaz & DJ First Mike | 4:19  |

## Réception

### Accueil commercial
Le Rohff Game s'écoule à 20 582 exemplaires lors de sa première semaine d'exploitation, et à 4 761 lors de la deuxième.
Le 31 décembre, l'album est élu « album rap de l'année » par la radio Skyrock.
Rohff déclarera notamment avoir été déçu par la tournure qu'a pris la sortie de cet album, évoquant un conflit en interne avec sa maison de disque, avec laquelle il cassera son contrat trois mois après la sortie de l'album.
L'album est certifié disque d'or en avril 2017, soit plus d'un an après sa sortie,.

### Accueil critique
- Hype Soul : « L'album est validé plutôt deux fois qu'une même s'il est légèrement long, ce qui rend la concentration difficile et peut, à moyen terme, entraîner une lassitude. Un retour aux sources (bis repetita) vraiment agréable et qui vient doucement atténuer les échecs précédents. Rohff a du talent, personne ne pourra lui enlever. Il a su étayer sa palette artistique et se recentrer sur les fondamentaux, ce qui apporte une sensation de retrouvailles chaleureuses après une longue absence. Nous espérons que la suite sera aussi prometteuse que ce projet, et plus encore ! »[11].

### Classement
| Pays                         | Meilleure position | Nombre de semaines |
| ---------------------------- | ------------------ | ------------------ |
| Belgique (Wallonie Ultratop) | 23                 | 10                 |
| France (SNEP)                | 14                 | 26                 |
| Suisse (Schweizer Hitparade) | 61                 | 1                  |

## Certifications
| Région | Certification | Ventes/Streams |
| ------ | ------------- | -------------- |
| France | Or            | 100 000        |